# Лентеско (Кјети)
Лентеско (итал. Lentesco) је насеље у Италији у округу Кјети, региону Абруцо.
Према процени из 2011. у насељу је живело 48 становника. Насеље се налази на надморској висини од 216 м.